# Војин Стојић
Војин Стојић (Врање, 26. септембар 1921 — Београд, 5. мај 2001) био је српски вајар.

## Биографија
Рођен је 26. септембра 1921. у Врању. Дипломирао је вајарство на Факултету ликовних уметности Универзитета уметности у Београду 1953. године. Током студија је путовао у Грчку, Италију, Француску, Енглеску, Немачку и Холандију.
Први пут је излагао 1953. године. Самосталне изложбе је имао у Београду 1959. и 1965. и Новом Саду 1960. Излагао је на групним изложбама Удружења ликовних уметника Србије од 1953, изложби послератне вајарске генерације 1955, изложби ученика Илије Коларовића, изложби Савеза ликовних уметника Југославије и изложби „Савремена српска скулптура” 1957. у Београду, изложбама скулптура у слободном простору 1957—1971, Октобарском салону 1960—1969, Тријеналу ликовних уметности 1961, 1964. и 1967, изложби у Швајцарској 1962, изложби „Послератна српска уметност” у Загребу 1963, Ликовним сусретима у Суботици 1964—1973, изложби цртежа и ситне пластике у Београду 1968, изложби Уметничке колоније Ечка 1968—1973, изложбама у Холандији 196. и Сједињеним Америчким Државама 1970. и изложби „Југословенска ситна пластика” у Мурској Соботи 1973. године.
Добитник је награде Октобарског салона 1964, прве награде за сталну Седмојулску плакету 1964, прве награде за споменик НОБ 1969. и награде на Ликовном сусрету у Суботици 1973. године.
Преминуо је 5. маја 2001. у Београду.